# Antennariidae
Žaboglave ribe (Žaboglavi, Antennariidae), porodica isključivo morskih riba iz reda Lophiiformes ili udičarki koje žive u tropskim i suptropskim morima; u Mediteranu nije prisutna. Sastoji se od 13 porodica s 47 priznatih i poznatih vrsta, od kojih je posljednja otkrivena 2012 godine, Histiophryne pogonius.
Postoje dvije potporodice, to su Antennariinae: po svim oceanima i Histiophrynnae, u Indo-Australskom arhipelagu. Mogu narasti do 33 centimetra, tijela su im kratka a usta velika. Boja ima varira od bijele, žute i crvene do tamno smeđe i crne. Neke vrste među njima mogu imitirati spužve ili ježince. 
Antennariidae su proždrljive ribe kojre se hrane drugim ribama i rakovima koje privlače mamcem na illiciumu, po kojemu su udičarke i dobile svoje ime.

## Podjela
- A) Antennariinae
  - Antennarius
  - Antennatus
  - Fowlerichthys
  - Histrio
  - Nudiantennarius
- B) Histiophryninae
  - Allenichthys
  - Echinophryne
  - Histiophryne
  - Kuiterichthys
  - Lophiocharon
  - Phyllophryne
  - Rhycherus
  - Tathicarpus